# Melbourne City FC
El Melbourne City és un club de futbol de la ciutat de Melbourne (Austràlia). L'equip va ser fundat el 2008 com una franquícia d'expansió de l'A-League i va debutar en la temporada 2010/11, sent el primer del campionat que comparteix ciutat amb un altre club, el Melbourne Victory FC. El club juga els seus partits de local a l'estadi Melbourne Rectangular Stadium.

## Història
L'alta assistència a l'estadi del Melbourne Victory FC en la seva segona temporada a l'A-League va portar a la Federació de Futbol d'Austràlia a proposar una segona franquícia a la ciutat. No obstant això, els acords d'exclusivitat per protegir els vuit equips fundadors del torneig, que impedien l'establiment d'un segon club professional a les seves ciutats, van provocar que la nova franquícia no es pogués posar en marxa fins a la temporada 2009/10.
El febrer del 2007, l'estat de Victòria va confirmar el seu desig de posar en marxa un segon equip professional, per al que construirien un nou camp multiusos, el Melbourne Rectangular Stadium. Aquest mateix mes, es van conèixer contactes entre l'associació de futbol del sud de la ciutat i un grup d'inversors per liderar una candidatura coneguda com a Southern Cross FC. Al març del 2008 també es va confirmar una proposta de Colin DeLutis, exvicepresident del Carlton Football Club de futbol australià, sota el nom de Melbourne City. No obstant això, cap de les dues propostes es va dur a terme, ja que la Federació va acceptar la candidatura Melbourne Heart liderada per l'inversor Peter Sidwell.
El president de la Federació de Futbol d'Austràlia Ben Buckley, va revelar un pla per expandir a 12 el nombre de clubs a l'A-League des des del 2009 fins al 2012, amb la creació de franquícies en dues zones sense equip (Gold Coast United i North Queensland Fury) i el naixement de dos clubs de Melbourne i Sydney, ciutats que ja comptaven amb un club. Al setembre del 2008, el campionat va confirmar l'entrada del Melbourne Heart per a la temporada 2010/11.
Per al seu debut, el Melbourne Heart va fitxar estrelles australianes com Josip Skoko, John Aloisi i Simon Colosimo, i va tractar de contractar a Mark Viduka sense èxit. Mesos després es va presentar l'escut i la identitat corporativa del club, es va signar un acord de patrocini amb la institució financera Westpac i es va confirmar a John van 't SCHIP com a entrenador, que comptaria amb Jesper Olsen i Ante Milicic com a ajudants.

## Nom i escut
El nom de Melbourne Heart significa "cor de Melbourne", i és similar al nom d'un altre equip europeu, el Hearts of Midlothian escocès. La franquícia no es podia dir Melbourne FC perquè aquesta denominació correspon en exclusiva al primer equip de futbol australià de la història, Melbourne Football Club.
L'escut consta de les lletres M i H, inicials de l'equip, unides de manera que simulin un cor. L'estendard compta a més amb els colors del club, vermell i blanc.

## Uniforme
- Uniforme titular: Samarreta vermella i blanca a ratlles verticals, pantalons vermells amb ratlla blanca vertical i mitjons vermells.
- Uniforme alternatiu: Samarreta blanca amb ratlla diagonal vermella, pantalons blancs i mitjons blancs.

## Palmarès
- A-League (2): 2020-21,[2] 2024-25[3]
- FFA Cup (1): 2016